# Mancheganahalli, Channarayapatna
Mancheganahalli là một làng thuộc tehsil Channarayapatna, huyện Hassan, bang Karnataka, Ấn Độ.